# Hakea cyclocarpa
Hakea cyclocarpa är en tvåhjärtbladig växtart som beskrevs av John Lindley. Hakea cyclocarpa ingår i släktet Hakea och familjen Proteaceae. Inga underarter finns listade i Catalogue of Life.